# Achama
Achama est une localité du Cameroun située dans le département de la Momo et la Région du Nord-Ouest. Elle fait partie de la commune de Widikum-Boffe et comprend deux villages, Lower Achama et Upper Achama.

## Population
Lors du recensement de 2005 on dénombrait 420 habitants à Lower Achama et 414 à Upper Achama.
On y parle le menka, une langue des Grassfields.